# 덕송초등학교
덕송초등학교는 대한민국 대전광역시 유성구 덕명동에 있는 공립 초등학교이다.

## 학교 연혁
- 1969년 3월 10일 덕계국민학교 개교(유성에서 분리, 설립인가 3월 1일)
- 1969년 5월 1일 덕송국민학교로 교명 변경
- 1985년 9월 14일 병설유치원 개원
- 1996년 3월 1일 덕송초등학교로 개칭
- 2008년 3월 1일 초등 특수 1학급 편성
- 2010년 9월 1일 교실증축(6개교실), 강당 및 급식실 개관
- 2015년 2월 13일 제45회 졸업(졸업생 총 1,299명)
- 2015년 3월 1일 일반11학급, 특수1학급, 유치원2학급, 유치원 특수1학급 편성
- 2017년 2월 14일 제47회 졸업(졸업생 총 1,364명)
- 2017년 3월 1일 일반 11학급, 특수 1학급, 유치원 2학급, 유치원 특수 1학급 편성

## 학교 상징
- 교화 - 개나리 : 이른 봄 피어나는 개나리 꽃처럼 우리의 믿음과 사랑도 노랗게 피어나요.
- 교목 - 소나무 : 사계절 우뚝 솟은 소나무처럼 씩씩하고 아름다운 사람으로 자라요.

## 참고 자료
- 덕송초등학교 - 한국교육학술정보원 학교알리미